# Classe Hyūga
A Classe Hyūga é uma classe de navios de assalto anfíbio da Força Marítima de Auto-Defesa do Japão (JMSDF), desenvolvida pela empresa IHI Corporation. Foram planejados para substituir os destróieres de 7.000 toneladas da Classe Haruna, em uso atualmente. Os novos navios serão os maiores navios combatentes operados pelo Japão desde a Marinha Imperial Japonesa. Ficarão estacionados no porto de Yokosuka, perto de Tóquio.